# Scotinella similis
Espèce
Synonymes
- Phrurolithus similis Banks, 1895
- Phrurolithus delicatulus Gertsch, 1935

Scotinella similis est une espèce d'araignées aranéomorphes de la famille des Phrurolithidae.

## Distribution
Cette espèce est endémique des États-Unis. Elle se rencontre de l'État de New York au Mississippi et à la Caroline du Nord.

## Description
Le mâle holotype mesure 2 mm.
Le mâle décrit par Platnick et Chamé-Vázquez en 2024 mesure 2,06 mm et la femelle 2,15 mm.

## Systématique et taxinomie
Cette espèce a été décrite sous le protonyme Phrurolithus similis par Banks en 1895. Elle est placée dans le genre Scotinella par Platnick et Chamé-Vázquez en 2024.
Phrurolithus delicatulus a été placée en synonymie par Gertsch en 1941.

## Publication originale
- Banks, 1895 : « A list of the spiders of Long Island; with descriptions of new species. » Journal of the New York Entomological Society, vol. 3, p. 76-93 (texte intégral).